# Mobile Station ISDN Number

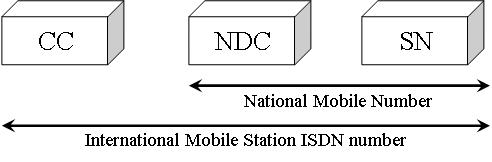
Numéro de réseau numérique à intégration de services pour abonnés mobiles, ou numéro de MSISDN.

Le MSISDN ou Mobile Station International Subscriber Directory Number est le numéro « connu du public » de l'usager d'un réseau mobile GSM, UMTS ou LTE, par opposition au numéro IMSI. 
C'est cet identifiant, couramment appelé numéro de téléphone  (version avec préfixe international), qui est composé afin d'atteindre l'abonné. Seul le HLR (ou le HSS dans les réseaux 4G et 5G) connaît la correspondance entre le MSISDN et le numéro IMSI contenu dans la carte SIM de l'abonné.

## Format
Le format du MSISDN suit le plan de numérotation standard E.164 et est composé de la façon suivante :
|                             | Acronyme | Dénomination              | Détail | Exemple                                   |
| --------------------------- | -------- | ------------------------- | --- | ----------------------------------------- |
| International Mobile Number | CC       | Country Code              | Indicatif téléphonique du pays d'origine La liste est établie par l'Union internationale des télécommunications                           | France : +33 Belgique : +32 Suisse : +41  |
| National Mobile Number      | NDC      | National Destination Code | Indicatif de l'opérateur du réseau mobile Ils sont attribués par les autorités de régulation de chaque pays aux opérateurs                | Orange : 06 54 Sunrise : 76 Swisscom : 79 |
| National Mobile Number      | SN       | Subscriber Number         | Numéro de l'abonné attribué par l'opérateur du réseau mobile Il est unique sur le réseau, et d'une taille variable selon la taille du NDC |                                           |

- En France, les préfixes des opérateurs (NDC) sont attribués par l'ARCEP aux opérateurs de téléphonie mobile. Ainsi, un opérateur disposant du bloc 06 39 98 peut attribuer librement les quatre derniers chiffres à ses abonnés (leur Subscriber Number).
- En cas de portabilité, le MSISDN est conservé et l'indicatif de l'opérateur n'est pas modifié. Celui-ci ne peut pas être utilisé avec précision pour déterminer l'opérateur du réseau mobile d'un abonné.

## Exemples
Exemple 1 :
| 41       | Suisse                              |
| 07 82 00 | Salt Mobile                         |
| 12 34    | Numéro d'identification de l'abonné |

Exemple 2 :
| 33         | France                              |
| 06 7       | Orange                              |
| 0 12 34 56 | Numéro d'identification de l'abonné |